# Маркевич, Андрей Сергеевич
Андрей Сергеевич Маркевич (бел. Андрэй Сяргеевіч Маркевіч; род. 30 апреля 2006, Солигорск, Минская область) — белорусский футболист, защитник клуба «Энергетик-БГУ».

## Карьера
Воспитанник футбольной академии солигорского «Шахтёра» и выпускник Академии АБФФ. В августе 2023 года футболист перешёл в «Энергетик-БГУ». Дебютировал за клуб 27 августа 2023 года в матче против гродненского «Немана», выйдя на замену на 50 минуте. Завершил сезон футболист на итоговом предпоследнем месте в чемпионате, отправившись в стыковые матчи за сохранение прописки. По итогу стыковых матчей футболист вместе с клубом уступил «Витебску» и вылетел в Первую лигу.

## Международная карьера
В январе 2022 года футболист принимал участие в Кубке Развития, по итогу которого стал серебряным призёром в составе юношеской сборной Беларуси до 16 лет. В октябре 2022 года футболист вместе со юношеской сборной Беларуси до 17 отправился на квалификационные матчи юношеского чемпионата Европы. Первый матч сыграл 23 октября 2022 года против сборной Ирландии. По итогу футболист помог сборной официально выйти в основной этап квалификаций юношеского чемпионата Европы, заняв итоговое третье место в группе.